# KT5720
KT5720是一种含氮有机化合物，化学式C32H31N3O5，属于吲哚咔唑类化合物，是K252a的半合成衍生物，能作为蛋白激酶A的抑制剂。